# Konstantine Gamsahurdia
Konstantine Gamsahurdia (georgiană: კონსტანტინე გამსახურდია) (n. 3 mai 1893 – d. 17 iulie 1975) a fost un scriitor georgian.